# District de Tamatave I
Le district de Toamasina I est un district malgache situé dans la région d'Atsinanana dans l'est du pays, dans l'ex-province de Tamatave, et dont les limites territoriales correspondent à celles de la seule commune de Toamasina.
Le district est constitué de cinq arrondissements et 138 fokontany.

## Démographie
| 1993    | 2000    | 2005    | 2007    |
| ------- | ------- | ------- | ------- |
| 137 782 | 173 633 | 204 247 | 217 950 |